# Claudia Quinta
Pour les articles homonymes, voir Quinta.
Claudia Quinta était une jeune vestale romaine injustement accusée d'avoir trahi son obligation de chasteté, et dont la vertu fut miraculeusement prouvée, selon le récit d'Aurelius Victor.

## Histoire
À la fin du voyage de la pierre sacrée de Cybèle de Pessinonte en Phrygie à Rome (205-204 av. J.-C.), le navire la transportant s'enfonce dans la vase du Tibre. Les hommes essayent de le remorquer avec une corde, mais il ne bouge pas. La consultation des livres sibyllins indiqua que seule une femme très chaste pourrait le déplacer.
Claudia Quinta, accusée d'adultère, prie alors la déesse de la suivre, afin de mettre à l'épreuve son innocence : elle attache sa ceinture au navire et le remorque toute seule. La déesse prouve ainsi la pureté de la jeune femme.
Tacite rapporte que la statue représentant Claudia Quinta échappa par deux fois à la fureur des flammes et fut consacrée dans le temple de la déesse Cybèle.